# Cattedrale di Newry
La cattedrale di San Patrizio e San Colman (in inglese: Cathedral of Saint Patrick and Saint Colman) è la cattedrale cattolica di Newry, in Irlanda del Nord, e sede della diocesi di Dromore.

## Storia
La vecchia cattedrale di Dromore, che era stata presa dalla chiesa protestante, è stata bruciata dai ribelli irlandesi nel 1641 e ricostruita dal vescovo Taylor 20 anni dopo. La chiesa cattolica è stata eretta in seguito. La sede della cattedrale cattolica è stata trasferita circa 200 anni fa a Newry, la più grande città della contea di Down, presso Hill Street. La cattedrale di Newry è stata iniziata nel 1825 e completata nel 1829 per un costo di £ 8.000. La struttura, che consiste di granito locale, fu progettata e costruita da Thomas Duff. La cattedrale fu ampliata e abbellita dal vescovo Henry O'Neill.